# Elènia grisa atlàntica
L'elènia grisa o actualment elènia grisa atlàntica (Myiopagis caniceps) és una espècie d'ocell de la família dels tirànids (Tyrannidae). Es troba a l'Argentina, Bolívia, Brasil i Paraguai.

## Descripció
L'elènia grisa atlàntica fa de 12 a 14 cm de llarg i pesa de 9,5 a 17 g . Els mascles adults tenen la capçada de color gris  amb una franja blanca parcialment oculta al llarg de la part central. Tenen una taca loral blanquinosa indistinta i la part inferior de la cara blanc grisosa. Les parts superiors són de color gris oliva. Les ales són negres amb vores blanques a les plomes de vol interiors i puntes blanques a les cobertores; l'última forma dues barres amb l'ala tancada. La cua és de color grisenc. La gola és blanca, el pit gris pàl·lid i el ventre blanc grisenc. Les femelles adultes són més petites que els mascles. Tenen una capçada i el clatell de color gris mitjà amb una franja groc pàl·lid a la capçada. Les parts superiors són d'oliva verdosa brillant. Les ales són negres amb groc pàl·lid a brillant on el mascle és blanc. La cua és de color grisenc. La gola i el pit són de color gris pàl·lid i el ventre blanc grisenc amb un color groc pàl·lid. Tots dos sexes tenen l'iris marró i els mascles tenen a més un anell blanc al voltant, un bec curt i negre amb una base més clara a la mandíbula i potes de color de negre grisenc a negre.

## Distribució i hàbitat
Habita els boscos, localment a les terres baixes fins als 1200 m a l'est de Panamà, oest de Colòmbia i oest de l'Equador. Per l'est dels Andes, des del sud-est de Colòmbia,nord-oest i sud de Veneçuela i Guaiana Francesa, cap al sud, a través de l'est de l'Equador, nord-est i est del Perú i oest de l'Amazònia, est i sud del Brasil fins al nord, est i sud-est de Bolívia, nord-oest de l'Argentina i Paraguai.
Habita al dosser d'una varietat de paisatges boscosos, com ara bosc sec, bosc de galeria, cerrado i boscos secs de fulla caduca. També s'ha observat en el recreixement de la vegetació dins de les plantacions d'eucaliptus. En altitud oscil·la entre el nivell del mar i els 1.200 m al Brasil.

## Comportament

### Moviment
L'elènia grisa atlàntica és un resident durant tot l'any a la major part de la seva distribució. Tanmateix, hi ha proves que els individus més meridionals es mouen cap al nord durant l'hivern austral.

### Alimentació
S'alimenta d'insectes i petits fruits com altres del seu gènere. Normalment s'alimenta a la copa del bosc i a les vores exteriors, agafant el menjar del fullatge i les branques arran d'una perxa i mentre es mou breument. S'agrupa regularment a estols d'espècies mixtes.

### Cria
L'elènia grisa atlàntica es reprodueix entre setembre i gener al Brasil i l'Argentina. El niu és una copa oberta feta de fibres vegetals amb líquens, molsa i fulles petites a l'exterior i folrat de plomes. La mida de la posta és de dos ous de color blanc cremós amb marques marrons. No es coneixen el període d'incubació, el temps fins al naixement i els detalls de la cura dels pares.

## Taxonomia i sistemàtica
En un principi, l'elènia grisa atlàntica estava inclosa en el gènere Tyrannula (Tyrannula caniceps). Més tard es va traslladar al gènere Myiopagis i es va anomenar elènia grisa. Poc després Myiopagis es va fusionar amb el gènere Elaenia i altres tàxons es van traslladar de l'estatus d'espècie per convertir-se en subespècies d'aquest. El trasllat a Elaenia es va invertir a mitjan segle xx, i Myiopagis va ser confirmat per anàlisi genètica que era el gènere propi de l'elènia gria atlàntica.
La taxonomia addicional de Myiopagis caniceps no estava del tot resolta. El desembre de 2016, el Manual del Ocells del Món (HBW) de BirdLife International la va dividir en tres espècies anomenant-les com es descriu a continuació. L'elènia grisa va passar a dir-se elènia grisa atlàntica per diferenciar-la de les altres dues:
- Myiopagis caniceps (Swainson, 1835) (sensu stricto) - elènia grisa atlàntica.[13] Des del sud-est del Brasil, fins Bolívia, Paraguai i nord de l'Argentina.
- Myiopagis cinerea (Pelzeln, 1868) - elènia grisa amazònica.[14] Des de l'est de Colòmbia i sud de Veneçuela fins l'est de l'Equador, nord-est del Perú i nord-oest del Brasil.
- Myiopagis parambae (Hellmayr, 1904) - elènia grisa del Pacífic.[15] De Panamà oriental, Colòmbia occidental i l'Equador nord-occidental.

La taxonomia de Clements va reconèixer la divisió el novembre de 2022 i el Congrés Ornitològic Internacional (IOC) va seguir el mateix el gener de 2023. El setembre de 2024 ni els Comitès de Classificació nord-americans ni sud-americans de l'American Ornithological Society havien reconegut la divisió encara que el comitè sud-americà sol·licità una proposta per fer-ho.
L'elènia grisa atlàntica és monotípica.